# Leukocytose
Leukocytose betekent dat het aantal witte bloedcellen (leukocyten) in het bloed groter is dan normaal. De referentiewaarde van leukocyten ligt tussen de ca. 4 en 10 x109/l. Leukocyten worden net als de andere bloedcellen bij volwassenen vooral in het beenmerg geproduceerd. Er kan verder worden gedifferentieerd naar een stijging van de verschillende typen leukocyten:   
Granulocytose (meer dan 7,5x109/l granulocyten ofwel neutrofielen) wijst richting (bacteriële) infectie of naar andere oorzaken voor ontstekingen. Bij een acute infectie wordt nogal eens linksverschuiving gezien. Dit betekent dat er relatief veel jonge, onrijpe granulocyten in het bloed aanwezig zijn. Soms zelfs met toxische korreling.  Net als bij alle andere bloedcellijnen in het beenmerg is ook hier leukemie een mogelijkheid. 
Lymfocytose (meer dan 4x109/l lymfocyten) wijst in de praktijk meestal naar een virusinfectie al zijn de bacteriële ziekten kinkhoest en tuberculose ook mogelijke oorzaken voor de stijging. 
Monocytose (meer dan 0,8x109/l monocyten) wordt gevonden bij bijvoorbeeld bacteriële infecties en tumoren of leukemie.
Eosinofilie (meer dan 0,5x109/l eosinofielen) komt voor bij allergieën en parasitaire infecties. 
Basofilie komt weinig voor, eigenlijk alleen bij leukemie.
Ook kan een aantal giftige stoffen een leukocytose veroorzaken. Een te laag aantal leukocyten heet leukopenie. 